# Histoire du ski dans le massif des Vosges
L'histoire du ski dans le massif des Vosges s'intègre pleinement dans un premier temps dans le processus d'introduction du ski en Europe centrale grâce à la partie alsacienne du massif vosgien. Dans un deuxième temps, le ski vosgien prend appui sur son expérience du XXe siècle encore marquée par la technique dite norvégienne et commence une étroite relation avec les pays alpins, notamment grâce à l'action efficace du monde associatif et au développement du tourisme d'hiver qui introduira très tôt les premières compétitions auxquelles participera  notamment la station de Gérardmer.  

## Les premiers ski-clubs français sont vosgiens
Initié par quelques pionniers actifs en Allemagne et en Autriche ayant suivi les cours de moniteurs norvégiens, le mouvement de création de ski-clubs se répand en Europe centrale de manière associative dans les villes ou en périphérie des massifs vers la fin du XIXe siècle. Parmi les premiers, il y a les clubs de Munich en Bavière (1891), de Todtnau en Forêt-Noire (1892), d'Annaberg en Saxe (1896) ou d'Ilmenau en Thuringe (1900). La plupart des premiers ski-clubs des Vosges sont de ce fait créés par les Alsaciens, provenant essentiellement des classes moyennes (médecins, employés, fonctionnaires supérieurs ou commerçants). Le « Ski-Club Straßburg » est fondé en 1896 avec des sections à Colmar et Mulhouse. Celle-ci s'émancipent et deviennent le « Ski-club des Hautes-Vosges Colmar » (Schneeschuhverein Hochvogesen Colmar) en 1904 et le « Ski-club des Vosges Mulhouse » (Ski-Club Vogesen Mühlhausen) en 1910. Toutefois, un ski-club est créé à Bruyères en 1895, donc du côté français des Vosges et en terre francophone, et par voie de conséquence antérieur de quelques mois au ski-club des Alpes créé à Grenoble par Henry Duhamel en 1896. Les ski-clubs de Remiremont et de Bussang n'ont été créés respectivement qu'en 1909 et 1911.

## Transfert de savoir-faire franco-allemand et alsato-savoyard
Le Français Raymond Pilet fit le premier l'ascension à skis du Feldberg en Forêt-Noire le 8 février 1891. À l'époque secrétaire de chancellerie à Heidelberg, il devient consul de deuxième classe responsable du vice-consulat de Breslau. Il est membre du ski-club de Colmar quand il décide de faire du ski au Feldberg qui n'est pas très éloigné de Colmar. Il descend avec un ami russe à l'hôtel « Feldberger Hof » où il s'est inscrit dans le livre d'or. Le réceptionniste inscrit dans la rubrique « événements particuliers » le fait que le Français « s'est présenté avec des chaussures à neige norvégiennes ». Qu'il en ait été conscient ou pas à ce moment-là, Pilet introduit le ski en Forêt-Noire. Les skis norvégiens ramenés par le Dr Tholus, installé comme généraliste à Todtnau après avoir été médécin à bord de navires, étaient restés inutilisés parce qu'il n'arrivait pas à s'approprier la technique seul. Son ami et camarade de Stammtisch à l'auberge Ochsen de Todtnau, le procureur Fritz Breuer, originaire de Rhénanie, aurait voulu aller plus loin. La rencontre fortuite avec le consul français va accélérer les événements. Après son ascension du Feldberg (1 494 m d'altitude), c'est Pilet qui enseigne le ski à Breuer et à un cénacle de cadres et employés des entreprises locales qui seront à l'origine de la création du second ski-club d'Allemagne, devenu premier de l'histoire allemande à la suite de la dissolution du ski-club de Munich à peine deux ans après sa fondation. Le consul français étonna la population locale de Todtnau par sa sportivité et sa dextérité lorsqu'il fit une démonstration de virage en stem dans le village dans la rue de la pharmacie le lundi gras de l'année 1891. Le Feldberg devient un site incontournable où les sportifs veulent tenter leur chance aux premières compétitions de Forêt-Noire. Autour du club, les retombées économiques sont nombreuses ; la fabrication en série de skis d'inspiration norvégienne est lancée dès 1892 par la firme familiale Köpfer de Bernau. Un brevet est déposé plus tard par Ernst Köpfer à l'office des brevets et des marques de Berlin pour la marque de ski « Feldberg » en 1906.Ses premiers clients ne sont pas seulement les sportifs, mais également les facteurs, les sages-femmes, les bouchers et tous ceux qui doivent se déplacer pour leur métier, y compris les enfants des fermes isolées qui descendent à skis à l'école. On attribue également le premier remonte-pente du monde à la Forêt-Noire en 1908. Le premier remonte-pente des Vosges sera inauguré en février 1937 au col de la Schlucht.

Des Vosges vers la Forêt-Noire.
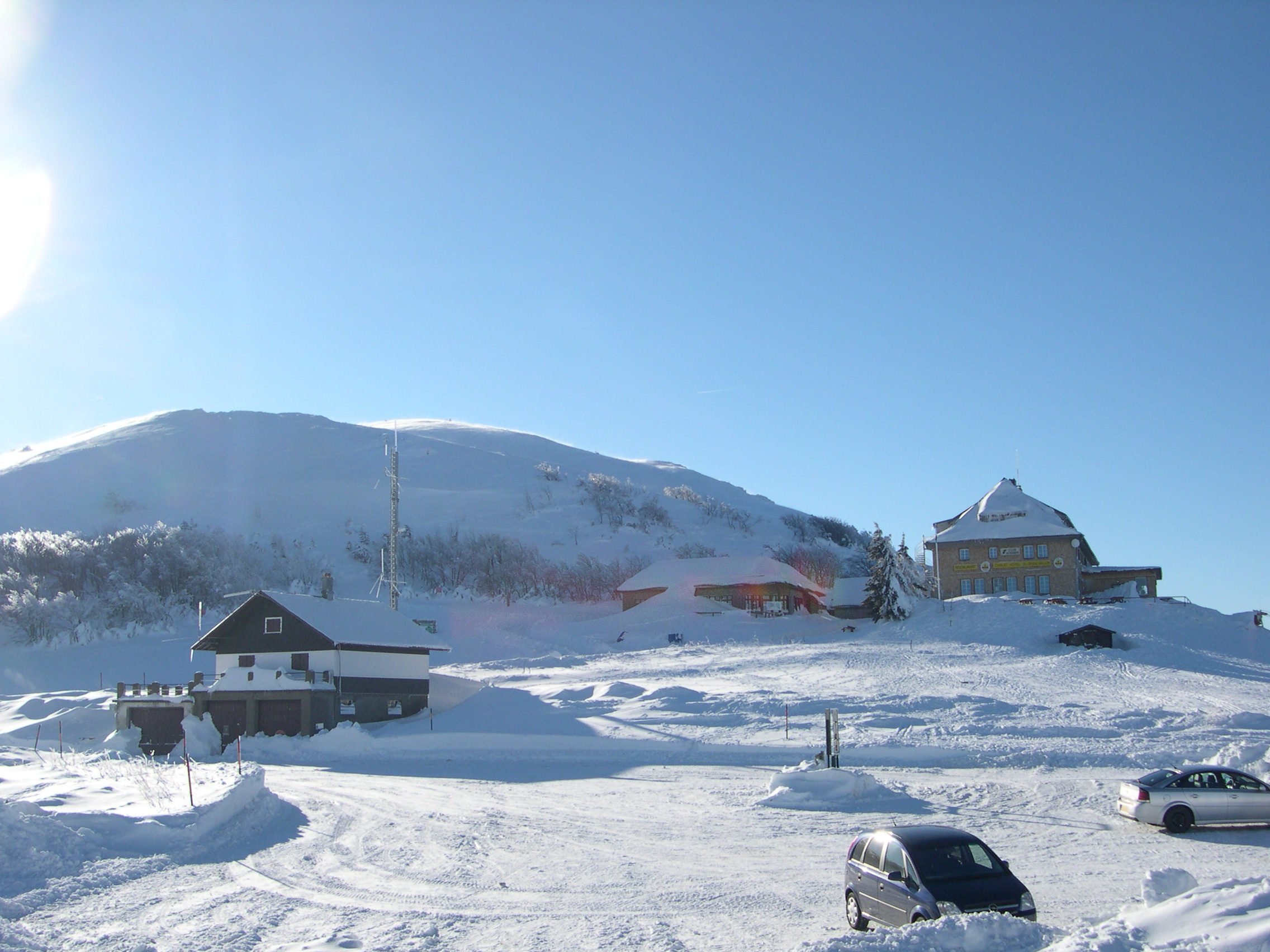
Grand Ballon (Vosges).
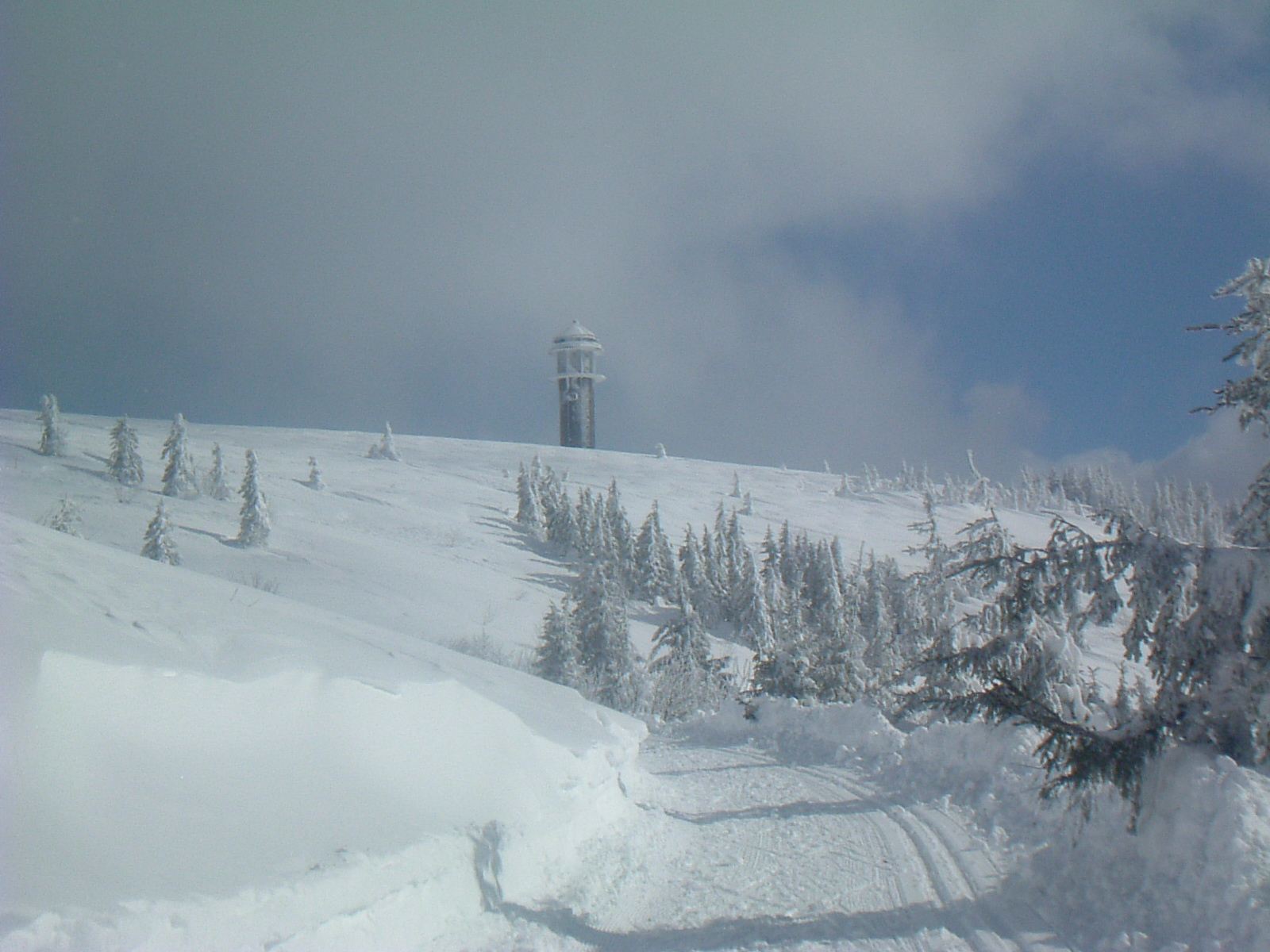
Feldberg (Forêt-Noire).

Montagne jumelle de la Forêt-Noire dont les Alsaciens sont culturellement proches, le massif vosgien gravite dans la sphère d'influence du centre feldbergeois. Le « loup du Grand Ballon », Edouard Wolf, fut l'un des premiers utilisateurs réguliers de ski par commodité évidente dans les Vosges car il était gérant du refuge sur le sommet du Grand Ballon. Une fois expérimenté, il participa à la course de ski de fond du Feldberg. Tout le secteur de Colmar à Mulhouse en passant par Guebwiller, Thann ou Ranspach concentrait sa pratique du ski sur les massifs du Markstein et du Grand Ballon. Certains clubs et leur refuge ou chalet respectif avaient la réputation d'être composés davantage par des Allemands ou germanophiles, et vice-versa. En conséquence, les associations qui se fondaient les unes après les autres rassemblaient des gens qui souhaitaient soit adhérer plus à un club plus francophile, soit contribuer aux activités de clubs majoritairement plus germanophones.

Des Vosges vers la Savoie.
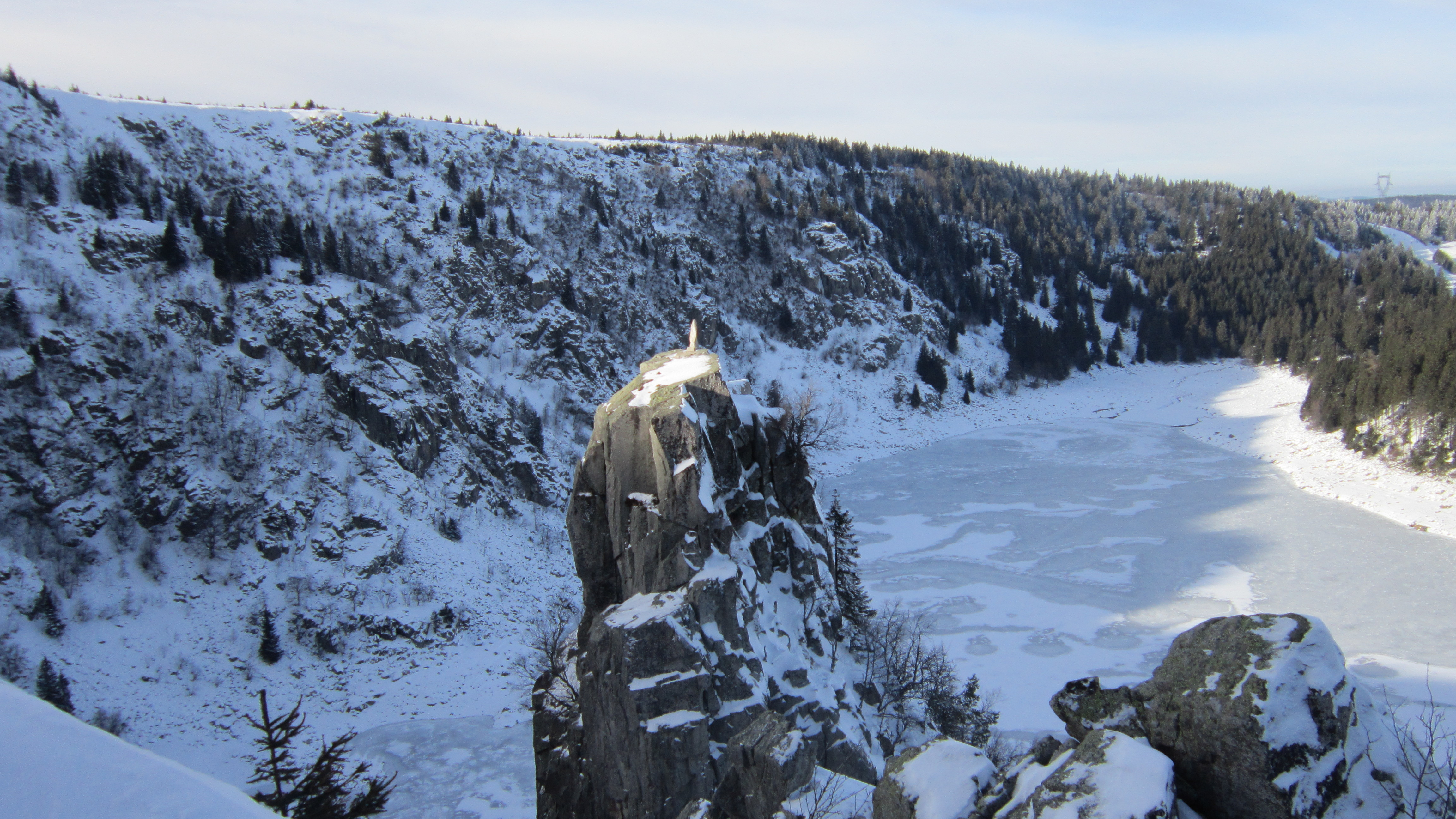
Lac Blanc - première école de ski de Ch. Diebold.
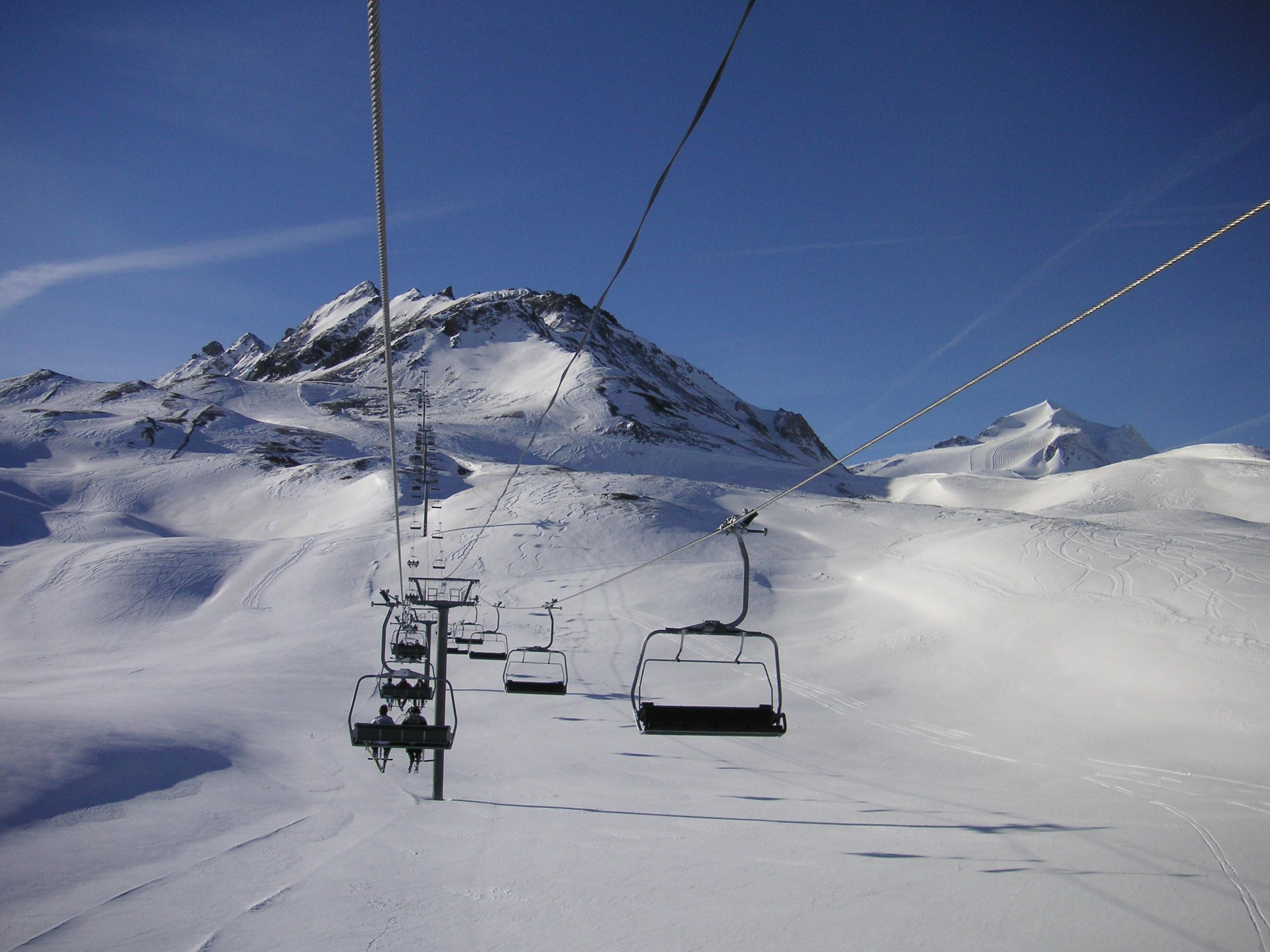
Val d'Isère - deuxième école de ski de Ch. Diebold.

Le médecin allemand Offermann exerça d'abord à Erfurt et pratiqua le ski en Thuringe. Lorsqu'il décida d'exercer à Strasbourg en 1889, il adhéra au ski-club de Strasbourg et continua de pratiquer le ski dans les Vosges (Champ du Feu, Markstein). Lui aussi fera un séjour au Feldberger Hof en 1892 et y fera la connaissance des célèbres skieurs débutants, moins expérimentés que lui à Todtnau. L'hôtelier Carl Mayer ayant acheté une vingtaine de paires de ski à la firme locale de Bernau, le Feldberger Hof passe pour être le premier service de location de skis de l'Empire allemand. Dans un manuel de ski de Fritz Breuer, on lit que « les raids plus longs ne doivent être faits qu'en société, il est recommandé de porter sur soi un sifflet afin de prévenir ses accompagnateurs en cas de problème quelconque ». Le club de Todtnau a également un costume de club.
Un autre exemple de fondation d’un ski-club en Allemagne sous l’impulsion d’un pionnier qui s’est formé dans les Vosges est celui de Hermann Stika. Pendant ses études, il fit la découverte du ski dans les années 1907-1908 par l’intermédiaire du ski-club universitaire de Strasbourg, plutôt germanophile, qui pratiquait par exemple au Champ du Feu. Quand il revint dans sa ville natale, Gießen, et fut muté à Grünberg, il fait la connaissance de deux passionnés de ski, le professeur-assistant Julius Walther et le professeur Albert Peppler qui avaient déjà créé le Skiclub Wandervogel Gießen en 1908. En 1919, Stika et ses amis fondent le ski-club de Grünberg.
En 1925, Charles Diebold (1897- 1987), crée une école de ski dans les Vosges au lac Blanc, commune d’Orbey, fonctionnant selon la méthode autrichienne. Lorsqu'il part créer la station expérimentale de Val-d'Isère au cours de la saison 1932-33, l'industriel alsacien s'installe au village afin d'initier les habitants au ski en proposant des cours de la méthode Arlberg. Par un clin d'œil à ses origines, il appellera ses leçons les « cours vosgiens »,. Les « cours vosgiens » dans les Alpes transmettent la technique « Arlberg » initiée et propagée par l’instructeur de ski dans l’armée autrichienne pendant la Grande Guerre, Hannes Schneider, promoteur du ski jouant des rôles dans de nombreux films sur la montagne. Il se distance de la méthode norvégienne en introduisant le chasse-neige, le stem et le christiania. Un autre Alsacien, Winter Tomiac, figure parmi les professeurs de ski de la nouvelle école de Val d'Isère. Aujourd'hui[Quand ?], Diebold est plus connu comme Savoyard d'adoption célèbre que comme « Vosgien », d'autant plus qu'il est originaire de la plaine alsacienne, ce qui renforcerait l'idée qu'il faut souvent être très prudent avec la perception qu'ont et ont eue les différentes générations du massif vosgien par le passé.

## Nouvel accès au massif vosgien en hiver et début des compétitions

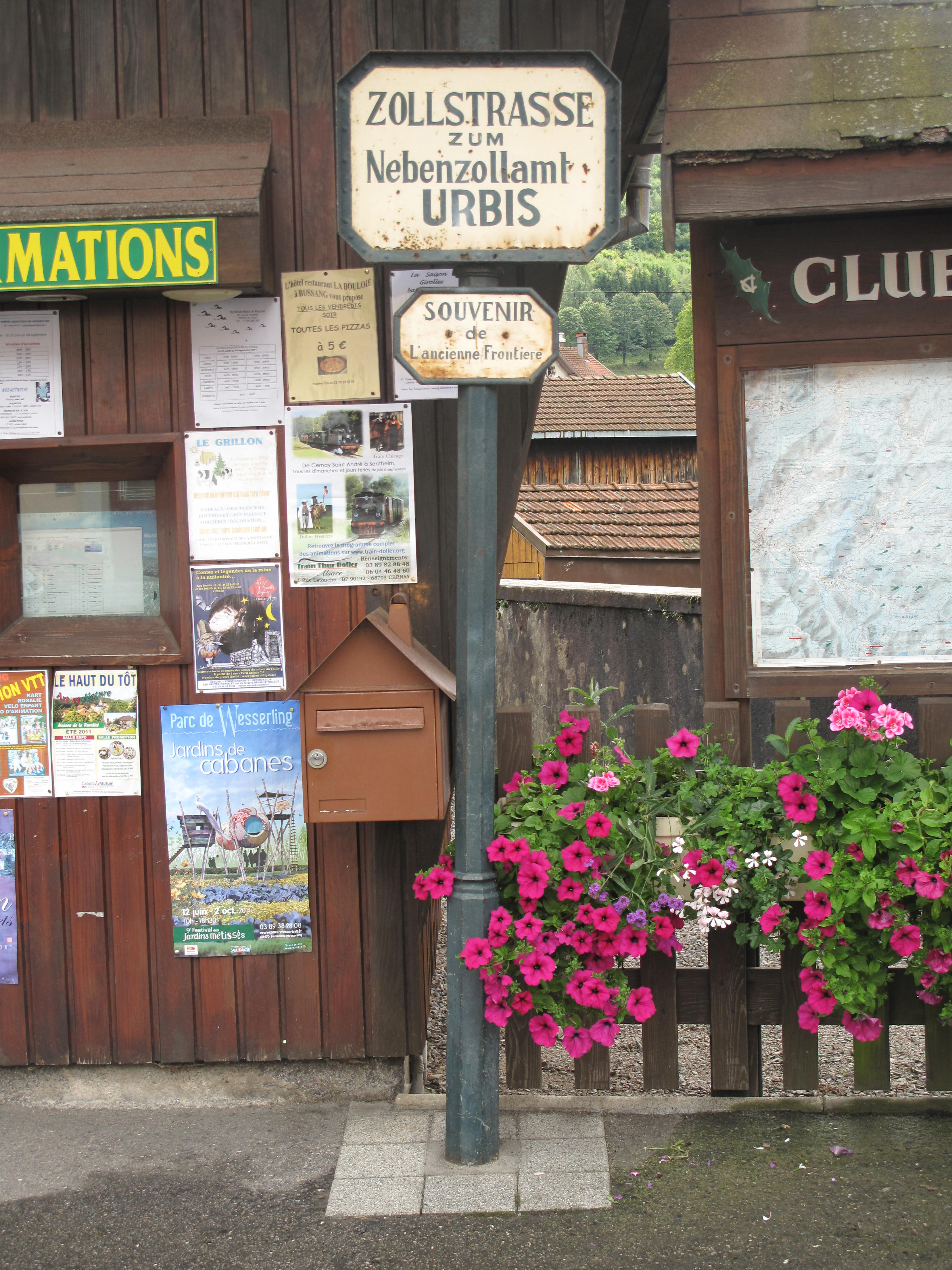
Poteau de la frontière franco-allemande à Bussang.

Les associations de tourisme pédestre et de ski permettent dorénavant la fréquentation de la montagne été comme hiver. Ce sont souvent les mêmes adeptes de virées en plein air. L'introduction du ski permet l'accès aux crêtes et aux sentiers. Des chalets et des refuges sont loués. En dépit de la frontière franco-allemande et des convictions que pouvaient défendre tel ou tel club officiellement ou officieusement, les membres des associations franchissaient toutefois les crêtes vosgiennes pour excursionner, participer à des courses de ski organisées par des sociétés de ski françaises ou allemandes. Les refuges du Club alpin français ou du Touring-club de France sont d’ailleurs proches de la frontière (au Bärenkopf et au Rainkopf).
Le Club vosgien et Vosges-trotters organisent des compétitions et les différentes associations essaiment leurs refuges et abris sur les crêtes pour le sport d’été et d’hiver ou pour les activités de découverte scientifique ou historique du massif,.
La vision transculturelle du massif vosgien entretenue avant l’annexion de l’Alsace à l’Empire allemand par des sociétés savantes comme l’Association philomatique vogéso-rhénane ou la Société alsato-vosgienne, s’estompe sous l’effet de la politique de germanisation des statthalters qui se servent des crêtes vosgiennes comme promontoire de l’extrême ouest de l'empire, duquel les randonneurs peuvent admirer la nouvelle mère-patrie en direction du Rhin et de la Forêt-Noire. Comme on peut le découvrir dans les salles du Mémorial de l'Alsace-Moselle, la présence, voire la pénétration d'Allemands de souche dans la population régionale, et par voie de conséquence dans les clubs de mentalité allemande, ne doit pas surprendre en soi car le régime a fait venir de nombreux fonctionnaires dans la nouvelle terre d'Empire pour s'assurer leur fidélité. De même, il n'y a pas que les agents de l'état et les militaires qui s'installent en Alsace. Les départs des Alsaciens-Lorrains ayant opté pour la France en 1871-72, notamment plus en ville qu'en campagne, sont compensés par une importante immigration allemande (un sixième de la population en 1910), traduisant une volonté d’imposer la civilisation et le caractère allemands qui s’appuie par ailleurs sur l’école et l’armée.
En 1905, les clubs de ski se rassemblent dans la Fédération de ski d'Alsace-Lorraine (Elsass-Lothringischer Ski-Verband) qui organise les premières compétitions de ski dans le massif vosgien : la pratique du ski de l'époque n'est pas comparable au ski de descente tel qu'on le perçoit de nos jours. L'adresse et l'agilité sur des lattes beaucoup plus longues qu'aujourd'hui était au centre des compétitions, ce qui incluait également le saut à ski. Cela se rapprocherait donc davantage du combiné nordique actuel, toutes proportions gardées pour la hauteur du tremplin et la vitesse de la course. Marches et courses à ski procèdent à ce moment-là avant tout de l'hygiène de vie et de l'activité physique dans un cadre naturel motivant.
Comme dans les autres clubs de ski du monde germanophone du début du XXe siècle, les skieurs alsaciens entendent parler très tôt des deux écoles qui s'opposent : il faut choisir entre la technique norvégienne et la technique Lilienfeld (du nom de la ville de Lilienfeld en Basse-Autriche où fut créé l'un des premiers ski-clubs d'Autriche). En réalité, la seconde provient de la première car son inventeur austro-moravien, le pionnier du ski alpin Mathias Zdarsky, a modifié les longs skis norvégiens adaptés aux terrains plats ou aux sommets aplanis de Scandinavie (nommés fjell ou fjäll) pour plus d'efficacité sur les pentes plus accentuées des Alpes en Autriche. Les lattes sont plus courtes, elles comportent une rainure centrale sur la semelle et la fixation Lilienfeld rend le ski et la chaussure plus solidaires. Grâce au tramway qui monte à la Schlucht à partir de 1907, les randonneurs à ski gagnent du temps, arrivent plus vite aux chalets. Même si on parle de technique alpine ou suisse pour désigner la méthode Lilienfeld capable de descendre les pentes en faisant des virages et notamment aussi en mode chasse-neige, le ski de descente n'existe pas encore dans les esprits de l'époque : la descente demeure un passage délicat sur le parcours de la randonnée ou du retour.

Premières fixations
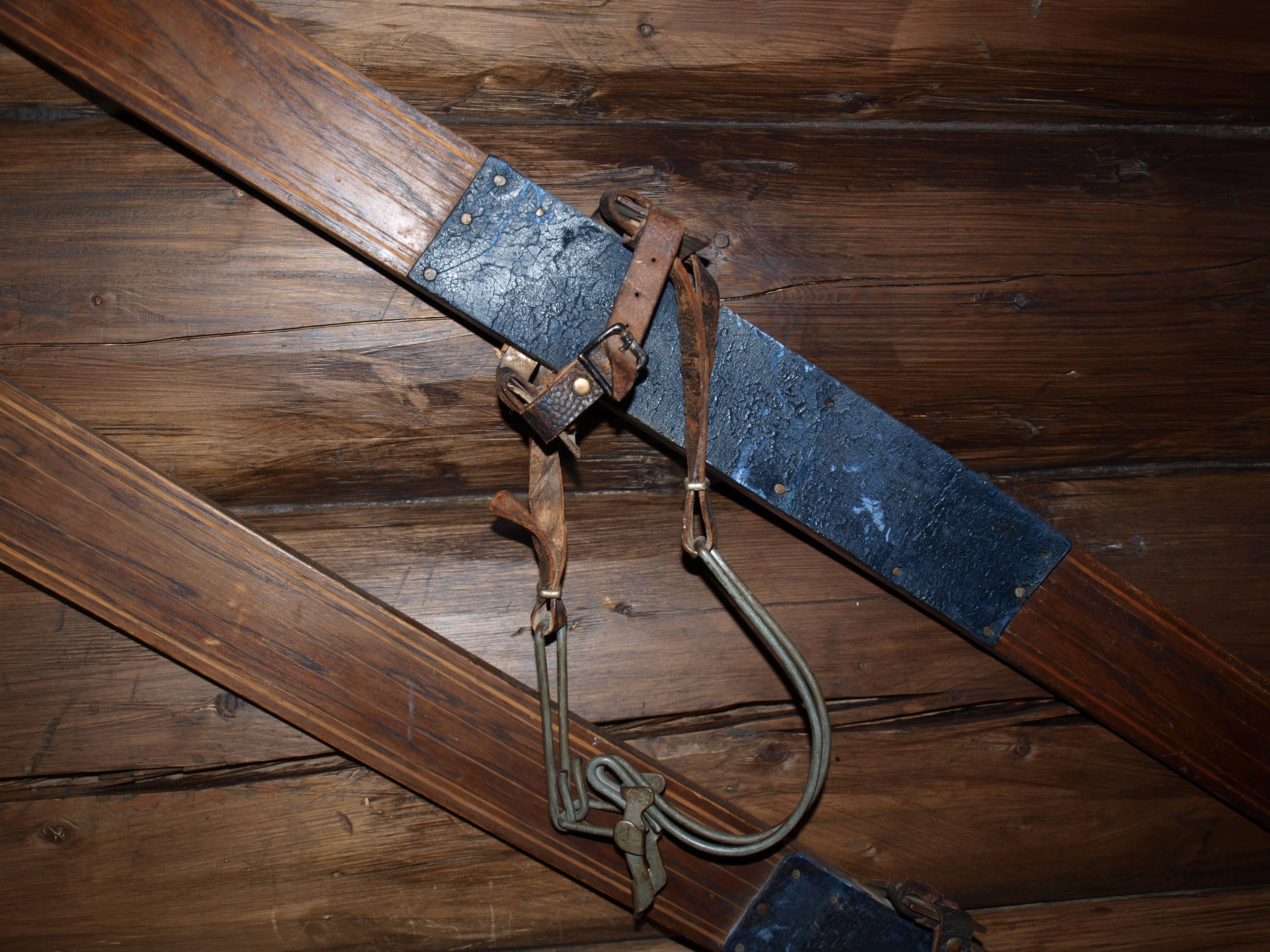
Huitfeldt (Norvège)
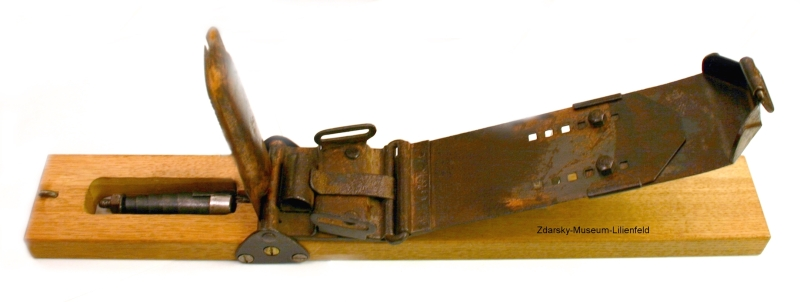
Lilienfeld (Autriche).

La « Société des sports d'hiver » est créé à Gérardmer en 1908-1909.
Elle organise entre autres la « Grande Semaine d'hiver de Gérardmer » en 1910
. Parallèlement au rôle incontestable des ski-clubs de la sphère germanophone côté alsacien, le Club alpin français contribue pour sa part à organiser et structurer la pratique du ski dans la partie française du massif vosgien. Il institue des rencontres annuelles des différentes antennes du club en Autriche, en Suisse, en Italie et en France. Sous l'impulsion d'Henry Cuënot, le CAF organise la « Semaine internationale de ski » pour la première fois en 1907 à Montgenèvre. Après Chamonix, Morez, Eaux-Bonnes et Lioran, c'est Gérardmer qui prend en charge l'organisation de cette semaine en 1913. Les villes organisatrices retenues au début du XXe siècle correspondent peu ou prou aux massifs montagneux associés aux sports d'hiver aujourd'hui : les Alpes, les Pyrénées, le Massif central et les Vosges.
La candidature de Gérardmer à l'organisation des premiers Jeux olympiques d'hiver de 1924 n'a pas été retenue, c'est sa concurrente Chamonix qui fut désignée ville hôte des épreuves pour onze jours. Le Comité national olympique avait mis en avant les capacités d'hébergement et la sécurité de l'enneigement.
Dans les Vosges après la Grande Guerre, comme d'ailleurs dans les autres massifs, un vaste programme de construction de routes et de lignes de chemin de fer est lancé afin de rendre ces régions plus accessibles aux touristesDans les années 1930, les premiers remonte-pente sont installés. Les compétitions commencent vers 1935 pour le saut et la descente. L'Alsace compte ainsi un champion de France, René Becker, qui participe en 1936 aux Jeux olympiques de Garmisch-Partenkirchen, mais aussi pléiade de familles de skieurs de renom.
L'accès au massif en hiver s'explique enfin par la construction de refuges et d'hôtels qui deviendront représentatifs, voire symboliques d'un sommet, d'une association ou d'un ski-club. Comme il a déjà évoqué plus haut, l'introduction du ski et le rayonnement du ski en Forêt-Noire ramènent à parler invariablement de l'hôtel Feldberger Hof. Dans le même ordre d'idées, les Alsaciens associent l'hôtel Hazemann au Champ du Feu, l'hôtel Freppel au lac Blanc, l'hôtel Welleda au Donon, la maison du Ballon au Grand Ballon, auxquels il faut ajouter les auberges (Hohneck, Schlucht) et les chalets du ski-club vosgien, des Amis de la Nature, des Vosges Trotters ou du Club vosgien. Au Champ du Feu, la ferme d'estive Morel fut transformée en dortoir au premier étage pour le ski-club vosgien de Strasbourg. Tous ces établissements permirent de rester à proximité des cimes enneigées à une époque où les excursionnistes arrivaient, été comme hiver, par train dans les vallées et devaient d'abord faire l'ascension de la montagne le matin avant de s'adonner à leurs activités de loisirs. Un Strasbourgeois et sa famille mettait par exemple environ une heure et demie à se rendre à Rothau par le train, puis il avait deux heures de montée au Champ du feu à pied avec un dénivelé de 671 m. Après la journée passée sur les hauteurs, il fallait redescendre à pied dans la vallée et refaire le trajet inverse.

## La place des armées dans le développement du ski

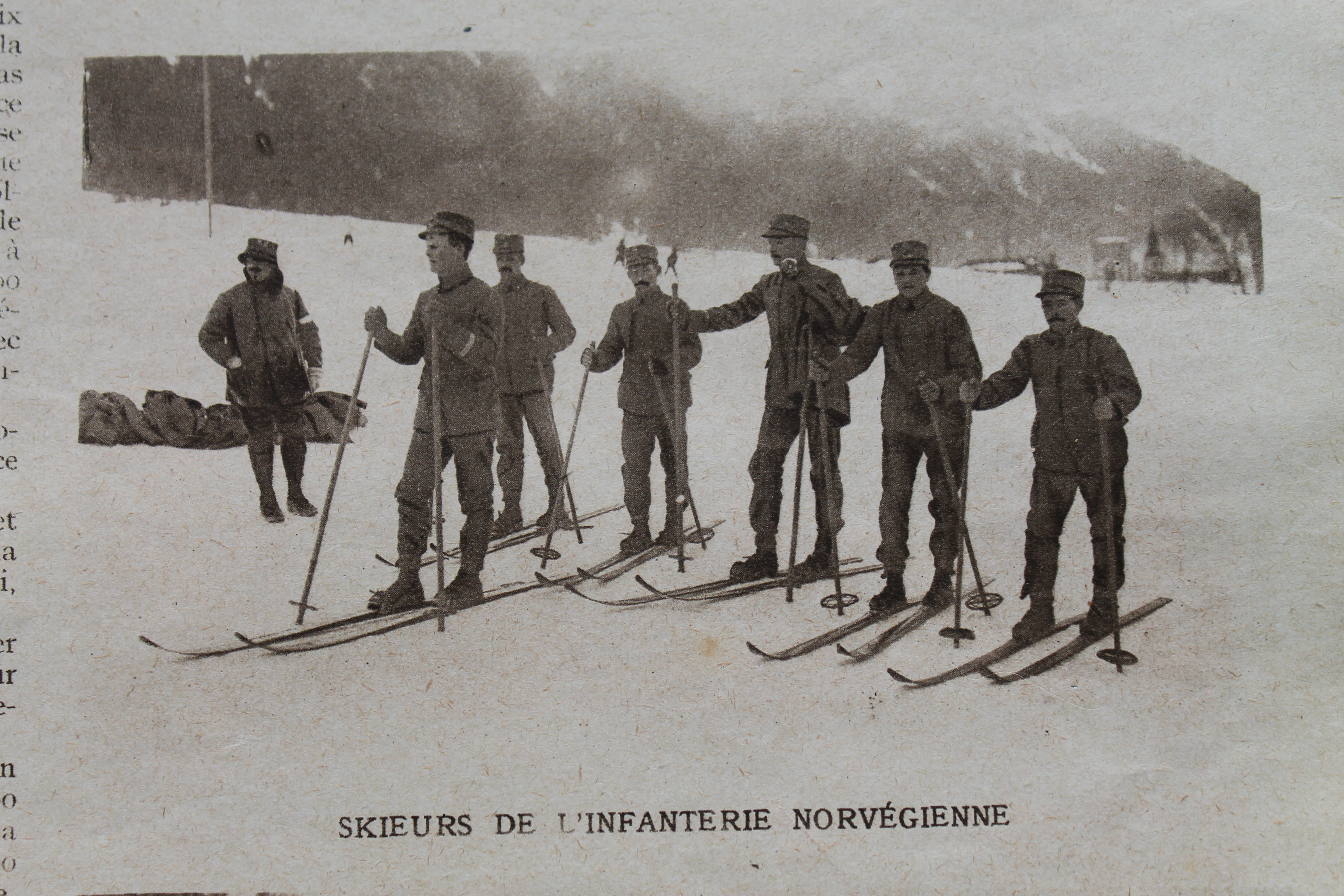
Skieurs de l'infanterie norvégienne, Hebdomadaire Le Miroir du 9/8/1914.

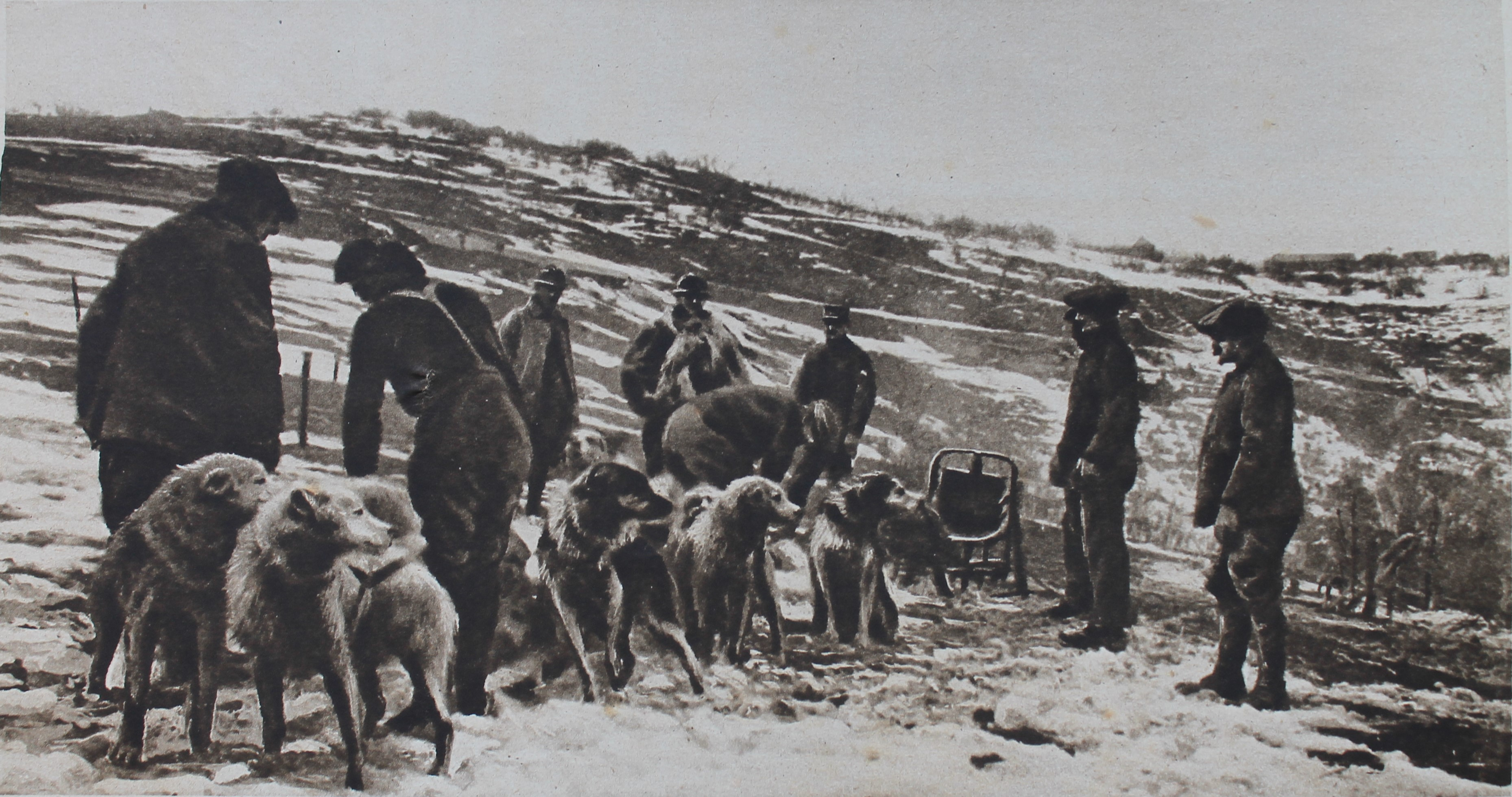
Chiens d'Alaska sur les crêtes des Vosges, 1916.

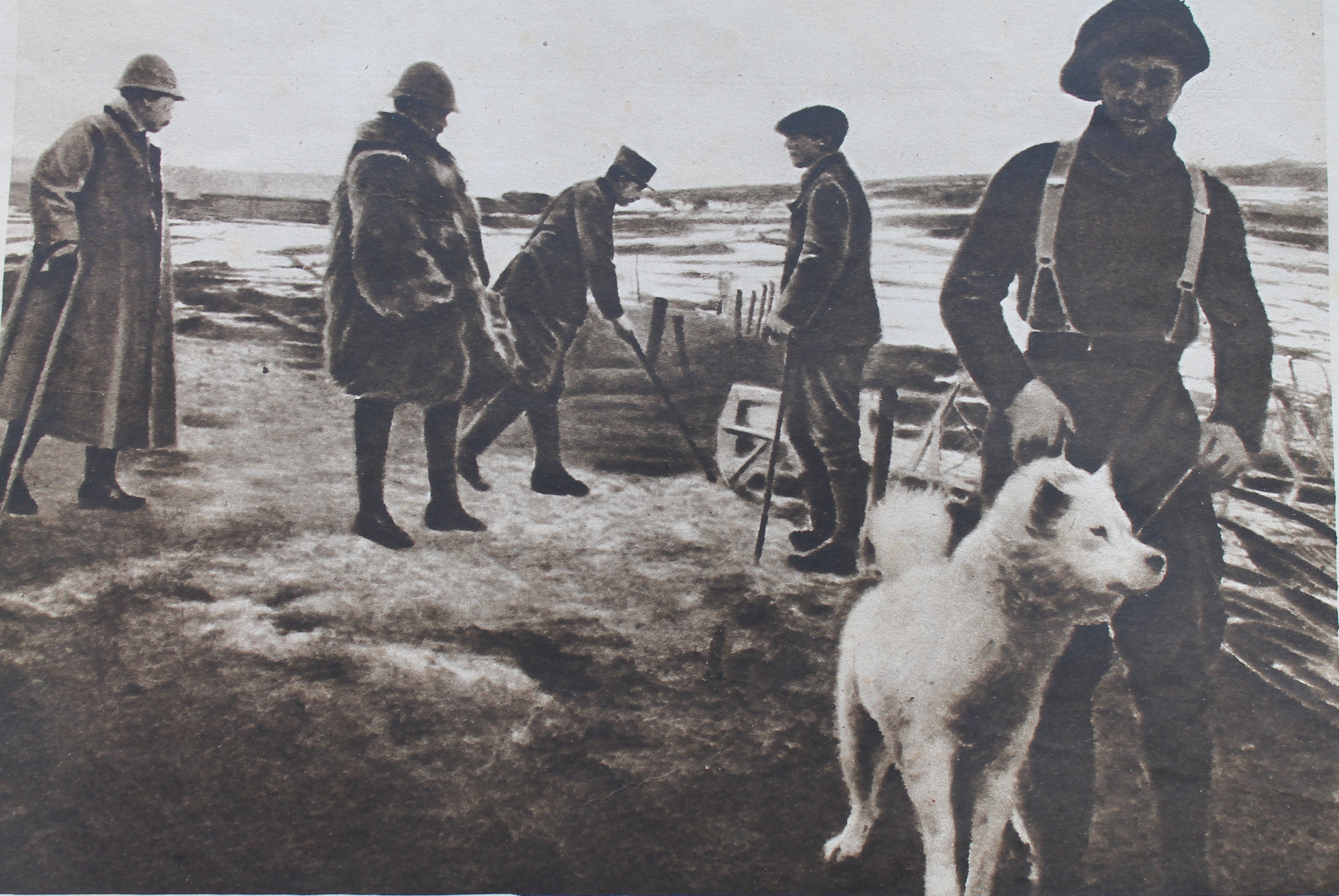
Général Nollet inspecte les traîneaux à chien sur les crêtes vosgiennes pour évacuer les blessés.

### Casernements et conflits
Les armées sont directement associées au développement du ski et des pratiques hivernales des pays nordiques, dans les massifs montagnards de France et dans les autres pays alpins d’Europe centrale. Au civil également, tant qu’il y a eu des casernements à Gérardmer, les soldats ont activement collaboré au déneigement. La « corvée de neige » consistait pour les militaires à déblayer la neige d'abord des terrains au sein des casernes pour poursuivre les activités des troupes, mais aussi, en cas de cumul de neige important, pour élargir la frayée que les habitants réalisaient avec un chasse-neige improvisé, lesté par des pierres. Les soldats entassent la neige dans tombereaux montés sur une schlitte et vont la jeter dans le lac. À Gérardmer, ville de villégiature, plus qu'ailleurs, il était important de pouvoir transporter les touristes avec les traîneaux. Les cartes postales anciennes du début du XXe siècle choisissent volontiers pour illustrer les Vosges en hiver des patineurs et des skieurs de la première heure où civils et militaires se côtoient. Sur la carte postale ancienne « Bruyères en hiver - Un groupe de skieurs », datée du 8 mars 1918, on remarque par exemple des militaires avec un seul bâton (méthode norvégienne d'origine) et à côté d'eux des civils qui utilisent déjà deux bâtons. Un autre cliché hivernal de Bruyères plus ancien montre un notaire et le commandant de la place en train de faire du ski au lieu-dit « Casse-Gueule » ; ils pratiquent le ski à la norvégienne avec un bâton.
Dans les Vosges comme dans les Alpes françaises, les militaires font d'abord lentement connaissance avec le ski de manière isolée et personnelle, à l'instar du capitaine Clerc du « régiment de la neige », le 159e RI à Briançon. Avant d'être autorisé à enseigner le ski à quelques éléments de troupes, il a lui-même dû s'entraîner et apprendre bon an mal an avec l'aide de conseillers scandinaves appelés à la rescousse. Après la création de l'École Normale de Ski à Briançon en 1904, une école régimentaire est créée à Gérardmer en 1908 et gérée par le 152e RI créé à Épinal le 1er octobre 1887. Jusqu'à la Première Guerre mondiale où elle sera suspendue, les instructeurs apprennent le ski aux stagiaires de régiments d'infanterie et de bataillons de chasseurs à pied basés dans les Hautes-Vosges. Les militaires vosgiens participeront également au concours internationaux de ski organisés en Savoie dès 1907 ; les militaires y avaient en outre leur propre course.
Dans les Vosges pendant la Première Guerre mondiale par exemple, l'armée française utilisa à des fins de ravitaillement les chiens de traineaux d'Alaska dont le chenil se trouvait au Tanet, y compris d’ailleurs en été pour tracter les wagons de ravitaillement roulant sur des rails. Les rares conflits engageant des troupes à skis pendant la Première Guerre mondiale n'ont eu lieu entre Allemands et Français que dans les Vosges et furent mineurs. Une opération eut lieu dans le secteur de Saint-Dié le 31 décembre 1914 et les quarante « Diables Bleus » dévalant les pentes du Hartmannswillerkopf périrent sous le feu des Allemands. En revanche, l'usage des skis par les Allemands, Autrichiens et Italiens fut plus important sur le front des Dolomites italiennes, moins pour combattre que pour se mettre en position ou pour assurer le ravitaillement. Ce fut également le cas avec les troupes austro-hongroises opposées aux Russes dans les Carpates. Des instructeurs autrichiens forment également des soldats turcs à Erzurum pendant la Grande Guerre.
Introduit dans les armées avec des écoles régimentaires dans les différents massifs montagneux, le ski devient une normalité dans les années 1930. Pendant la Seconde Guerre mondiale, des troupes sont spécialisées dans le combat utilisant les skis et les traîneaux. En dehors des chasseurs alpins, on pense par exemple aux assauts des Russes à la bataille de Stalingrad. Dans les Vosges, un jeune officier du 152e RI raconte dans son rapport qu’il reçut l'ordre de chausser ses skis pour partir en reconnaissance et établir un rapport sur la hauteur de neige et les difficultés à prévoir pour le déneigement. Car son régiment basé à Gérardmer avait reçu l'ordre de dégager la route des Américains et celle du col de la Schlucht.

### Skieurs ambulanciers norvégiens en 1916

Transport d'un blessé à ski mais sans traîneau, soldats allemands 1914-18.

Evacuation de blessés à Zermatt au col Theodul, 1914-18. On remarque comment le traîneau basique s'enfonce dans la neige. L'avantage du skijælke norvégien avec ses skis permettaient de mieux glisser.

Pendant la Première Guerre mondiale, des étudiants et jeunes artistes norvégiens ont servi pendant trois mois de l’année 1916 sur le front des Vosges comme ambulanciers à ski ou skieurs-brancadiers :

« Lundi, à Paris, le Club alpin a reçu les skieurs ambulanciers norvégiens de retour du front des Vosges et qui se disposent à rentrer dans leur pays. En l’absence du président mobilisé, M. le baron Gabet, vice président du club, a souhaité la bienvenue à ses hôtes et les a remerciés d’avoir mis leur habileté sportive au service de nos blessés. ‘Le courageux dévouement dont vous avez fait preuve éveille en nous un sentiment de reconnaissance d’autant plus vif qu’il est adressé aux troupes alpines particulièrement chères à tous les alpinistes français’. En terminant, M. Gabet adresse un salut vibrant à la Norvège et au peuple norvégien. »

— La Montagne, revue mensuelle du Club alpin, Une réception au Club alpin
Originaires de la patrie du ski, les jeunes Norvégiens sont présentés comme « des skieurs de première force » avec une « maîtrise du ski qui leur a permis de rendre d’éminents services ». De fait, les troupes de chasseurs alpins françaises évoluant à ski ont eu besoin de longues périodes d’entraînement pour maîtriser la pratique du ski en situation de combat et en terrain difficile. En 1918, les Norvégiens sont toujours la référence car les virages se font encore avec le télémark :

« En 1918, les opérateurs de la section cinématographique de l’armée filment des éléments du 28e bataillon de chasseurs alpins à l’entraînement dans les Vosges, d’abord dans la tenue classique (vareuse et pantalon en drap bleu foncé) puis en tenue blanche de combat. Le système de fixation des skis ne permet pas à l’époque une grande latitude de mouvements. La technique des virages est celle du télémark, qui consiste en une génuflexion de la jambe intérieure en relevant le talon, accompagnée d’une poussée du ski extérieur que l’on fait déraper sur sa partie arrière. Le chasse-neige est largement pratiqué. Toutefois les chasseurs se livrent, lorsque la pente est régulière, à d’élégantes évolutions. Les essais de sauts sont en revanche plus hasardeux. Les hommes expérimentent par ailleurs des dispositifs de transports de blessés. »

— Agence d'images de la Défense, Les chasseurs à ski dans les Vosges .
La Norvège avait de plus un statut de pays neutre pendant la Grande Guerre. C’est une jeune nation nouvellement créée qui a encore besoin de pays référents dans de nombreux domaines. Les étudiants et les intellectuels n’hésitent pas à s’expatrier pour aller se former et découvrir des talents dans d’autres pays. Toutefois, une centaine de jeunes Norvégiens s’enrôlèrent volontairement dans les armées de chaque camp avec un léger avantage pour la France. Quelques-uns   entrèrent même dans la Légion étrangère.
Avec l’aide du ministre des affaires étrangères norvégien Fredrik Wedel Jarlsberg, la création d’un groupe de skieurs ambulanciers a été proposée et coordonnée par les architectes Henrik von Krogh et André Peters. Quelques-uns parmi les autres participants furent recrutés par la Croix rouge. Le 7 janvier 1916, dix-neuf jeunes hommes portant un uniforme anglais embarquent sur un bateau à Oslo pour se rendre en France en passant par l’Angleterre. Les dix autres membres séjournaient déjà à Paris. L’ambassadeur de France en Norvège a néanmoins compliqué l’arrivée de ces jeunes engagés volontaires en les présentant comme de potentiels espions au service de l’ennemi allemand. Il pria le président de la république de procéder à des vérifications. Dès leur débarquement en France, les autorités françaises retirèrent aux Norvégiens leur uniforme anglais et les laissèrent en détention provisoire quelques jours. Grâce à l’intervention du diplomate Wedel Jarlsberg qui prit contact directement avec le président français, ils furent libérés et récupérèrent et leur uniforme anglais. Ils quittèrent Paris pour se rendre en train à Gérardmer.
Les skieurs-ambulanciers norvégiens obtinrent en date du 15 janvier 1916 une carte d’identité de la Société française de secours aux blessés militaires où leur fonction est désignée en ces termes : « Moniteur à la section sanitaire d’autos-skieurs norvégiens ». 27 à 29 Norvégiens participèrent à cette opération. Le commandant du groupe était Øistein Tidemand-Johannesen, alors étudiant en médecine, futur médecin-chef responsable du service de radiologie de l’hôpital des Diaconesses Lovisenberg à Oslo. Un autre étudient en médecine, Otto Jervell, s’engagera dans la même unité et reviendra au pays pour terminer ses études; il sera médecin-chef du service de médecine générale chez les Diaconnesses également.  Le troisième étudiant en médecine était Henrik Sommerschild qui deviendra chirurgien. Les trois étudiants recevront une médaille française pour services rendus à la France. Le commandant Tidemand-Johannesen sera fait chevalier de l'ordre national de la Légion d’honneur. Le récit de Tidemand-Johannesen publié dans la revue mensuelle du Club alpin en janvier 1917 contribua à mieux faire connaître cet épisode de leur vie dans l'opinion publique française tout comme l'article qu'il rédigea pour le compte de la revue mensuelle du ski-club norvégien chargé de la promotion du ski dans son pays. 
La mission des brancardiers norvégiens consistait à évacuer et transporter les blessés sur des traîneaux à ski depuis le front jusqu’aux postes de secours, puis vers le centre de liaison en accédant aux chemins et routes où attendait l’ambulance automobile. Ce furent des Norvégiens vivant à Paris qui eurent cette idée de soutenir leurs amis français. L’artiste Per Krohg est le plus connu d’entre eux et c’est en partie grâce à ses récits et à sa collection de documents personnels que l’engagement de ces jeunes Norvégiens put être rendu public. La position des Norvégiens était délicate à cette époque car ils étaient liés à la fois à l’Allemagne et à la France dans le cadre de leurs études. Pour les études de médecine, les Norvégiens s’orientaient plutôt sur le modèle allemand. Les ouvrages de référence et les lectures spécialisées étaient en langue allemande. En revanche, les étudiants en arts plastiques et en architecture étaient davantage tournés vers la France.
Il y avait plusieurs sortes de traîneaux à ski (skiskjaelk) sur le front vosgien. À priori c’est un bricolage à la base : il s’agit d’un traîneau duquel on a enlevé les patins pour les remplacer par des skis raccourcis. Quand la couche de neige était mince, les ambulanciers utilisaient le charreton réglementaire de l’armée. Attelé à une mule, le charreton est retenu et guidé par un soldat à l’arrière qui a la tâche de le freiner dans les descentes ou de le soulever pour passer les grosses bosses. Mais dès que le terrain devient trop accidenté, bossué et trop enneigé, il faut remplacer le charreton par le traîneau à ski norvégien plus confortable pour le blessé.  Le traineau à ski fut développé par les architectes HV Krogh et E. Peters pour l’armée française. Il est pliable et donc facilement transportable. Le siège est mobile. Selon le récit du commandant, Les ambulanciers skieurs disposaient également de traîneaux de Nansen modifiés par deux artisans norvégiens en Suisse. Ils sont légèrement plus hauts et un peu plus étroits que ceux en usage en Norvège à cette époque. L’armée française les désigne pour cette raison comme des « traîneaux à ski suisses ». Leur légèreté était un atout incontestable car les brancardiers devaient très souvent porter le traîneau et le blessé par-dessus en cas d’obstacles importants. La première tâche des skieurs ambulanciers consistait évidemment à trouver le meilleur chemin pour éviter les secousses autant que possible. 
Sachant que la plupart du temps il fallait évacuer les blessés la nuit sans torche ni éclairage chaque évacuation était un défi pour les ambulanciers en forêt sous le feu de l'ennemi. Dans les endroits les plus inaccessibles, seul le traîneau à ski norvégien sur lequel ils attachaient le blessé permettait de progresser dans l'épaisse couche de neige. 

« Partout où nous passions avec nos kjælkes, les soldats français nous examinaient avec curiosité. Ils étaient émerveillés de la facilité avec laquelle on halait les blessés en marchant avec les skis. »

— Øistein Tidemand-Johannessen, Des Norvégiens sur le front des Vosges p. 22
Dans les moments d'accalmie, les ambulanciers norvégiens faisaient du ski avec les chasseurs alpins français et ont indirectement transmis leur savoir-faire à de nombreux soldats. Toutefois, au début du XXe siècle le cercle des skieurs façon nordique était encore très restreint pour qu'ils se connaissent parfois et se rencontrent pendant diverses compétitions. Sur les pentes vosgiennes, les ambulanciers connaissaient déjà par exemple Alfred Couttet puisqu'il s'est rendu plusieurs fois au site nordique de Holmenkollen dans la banlieue d'Oslo.